# Куриа (Южная Осетия)
Куриа (осет. Хъуыриа), ранее Гвриа (груз. ღვრია) — село на севере Цхинвальского района Южной Осетии; согласно юрисдикции Грузии — в Горийском муниципалитете.

## География
Расположено в 11 км к северо-востоку от Цхинвала, в 4 км к северу от села Уанат и в 4 км к юго-востоку от села Джер.

## Население
Село в 1989 году населено этническими осетинами. В 1989 году — 41 человек.

## Топографические карты
- Лист карты K-38-64 Цхинвали. Масштаб: 1 : 100 000. Состояние местности на 1987 год. Издание 1989 г.